# Ekaterina Novitskaya
Pour les articles homonymes, voir Novitskaïa.
Ekaterina Gueorguievna Novitskaïa née le 24 octobre 1951 à Moscou (en russe : Екатерина Георгиевна Новицкая), est une pianiste russo-belge.

## Biographie
Novitskaïa commence à jouer du piano vers quatre ans. Enfant surdoué, elle fréquente l'école Centrale de Musique dès l'âge de six ans, et étudie huit années avec Eugène Mikhaïlovitch Timakine puis avec Léon Nikolaïevitch Oborine au Conservatoire de Moscou. Elle connaît la gloire dès son plus jeune âge.
En 1968, à 16 ans, elle est lauréate du Concours musical international Reine Élisabeth de Belgique, première et seule femme à avoir remporté le premier prix de piano avec Anna Vinnitskaïa en 2007. Elle termine ses études à Moscou avec les plus hautes distinctions et commence à y enseigner. Son talent est ensuite unanimement célébré dans de grandes villes d'Europe, de Russie et des États-Unis.
En 1978, elle épouse un jeune pianiste belge, François-Emmanuel Hervy, rencontré lors des épreuves du concours Reine Élisabeth, avec lequel elle fonde une famille de cinq enfants. Établie en Belgique depuis, elle se produit rarement.
Elle donne un récital pour la première fois à New York, le 27 mars 1985, dans un programme Mozart (Fantasie K 475 et Sonate no 14, K 457) et Chopin avec les quatre Ballades.

## Discographie
CD
- Prokofiev, Sonate no 5 op. 135 ; Visions fugitives, op. 22 ; Sarcasmes op. 17 ; Roméo et Juliette op. 64 (Russian Piano School volume 20 - BMG/Melodiya 74321 332182 [p 1996])

LP
- Moussorgski, Tableaux d'une exposition ; Haydn, Sonate no 32 - Prokofiev, Sarcasmes op. 17 (Bruxelles, 10 juin 1968, LP Melodiya OS 2161)
- Prokofiev, Sonate no 5 op. 135, Visions fugitives op. 22, Sarcasmes op. 17 (1969, Le Chant du Monde LDX 78 517)
- Schubert, Impromptus op. 142, Sonate pour piano no 13 D.664/op. 120 (1975, LP Melodiya)
- Mozart, Concerto pour piano no 20, K 466, Sonate pour piano no 8, K 310 - Philharmonie de Leningrad, dir. Kirill Kondrachine (janvier 1975, LP Melodiya 33С10 08023-4)
- Beethoven, 32 Variations en ut mineur ; Brahms, Sonate pour piano no 3 en fa mineur (1976, LP Melodiya 33C10 06851-2)
- Prokofiev, Romeo et Juliette op. 64 (1976, Melodiya)
- Scriabine, Sonates nos 2 et 9, Études op. 8, op. 42, Pièces pour piano op. 52 et 56, Fantaisie en si mineur (Melodiya)
- Beethoven, Sonate pour piano no 32, op. 111 (Melodiya)